# Vierte Kurilenstraße
Die Vierte Kurilenstraße (russisch Четвёртый курильский пролив; Tschetwjorty Kurilski proliw) ist eine Meerenge in den nördlichen Kurilen. Sie trennt die beiden Inseln Onekotan und Paramuschir. Ihre Breite beträgt 43 km. Sie verbindet das Ochotskische Meer mit dem Pazifischen Ozean.